# Carcès
Carcès település Franciaországban, Var megyében. Lakosainak száma 3407 fő (2022. január 1.). Carcès Cotignac, Cabasse, Correns, Entrecasteaux, Montfort-sur-Argens, Le Thoronet, Le Val és Vins-sur-Caramy községekkel határos.

## Népesség
A település népességének változása:
| Lakosok száma | 3406 | 3463 | 3541 | 3447 | 3414 | 3380 | 3388 | 3405 | 3407 |
|               | 2013 | 2015 | 2016 | 2017 | 2018 | 2019 | 2020 | 2021 | 2022 |